# Religión en Alemania
Este artículo trata sobre las religiones de Alemania. Alemania tiene varias religiones, siendo especialmente numerosos los católicos y los protestantes y, en menor medida, las comunidades judías y las diversas confesiones cristianas y musulmanas.

## Catolicismo y protestantismo

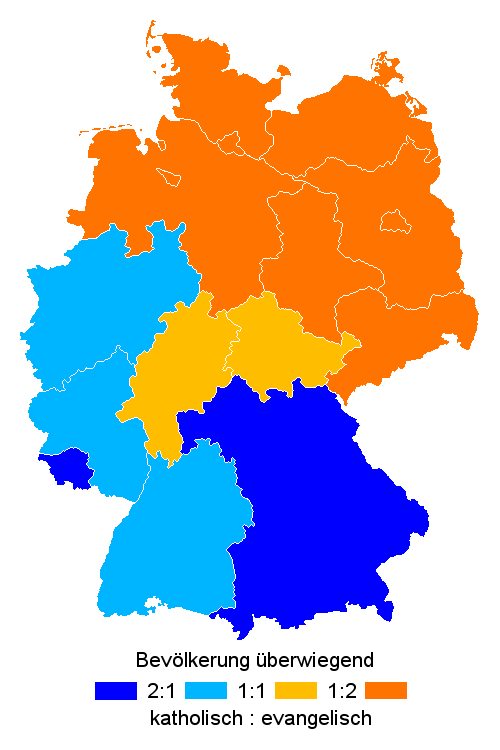
Catolicismo y protestantismo en los Estados federales de Alemania.

El cristianismo es la religión mayoritaria en los territorios de Alemania desde antes de la caída del Imperio Romano de Occidente en el año 476 d. C.
En la actualidad 43,3 millones de alemanes (51 % de la población) se consideran cristianos, de los cuales un 28 % son católicos, un 23 % protestantes (un 98 % de ellos luteranos) y un 6,5 % cristianos (de diversas denominaciones).
El resto de la población (aproximadamente la mitad) tiene otras afiliaciones religiosas.

### Iglesia católica
La Iglesia católica en Alemania está constituida por siete arzobispados y veinte obispados, que se reúnen anualmente en la Conferencia Episcopal presidida por Reinhard Marx. Esta institución tiene su secretaría en Bonn, la antigua capital de la RFA.
El 19 de abril de 2005, fue nombrado papa el alemán Joseph Ratzinger, con el nombre de Benedicto XVI. En la actualidad cuenta con 21,6 millones de fieles

### Protestantismo
Respecto a los protestantes, estos se organizan en la Iglesia evangélica en Alemania (EKD), compuesta de 20 Iglesias, mayoritariamente luteranas, aunque también constan las iglesias unidas y las reformadas. Además, todas constan de una gran autonomía, si bien se reúnen en un órgano legislativo supremo, el Sínodo, y en un órgano directivo superior, el Consejo de la EKD, presidido por Wolfgang Huber. La Iglesia Evangélica Luterana Independiente es la iglesia luterana confesional en Alemania. El obispo es Hans-Jörg Voigt. La Iglesia Evangélica Luterana Independiente es principal en la Iglesia Evangélica de Alemania.

## Otras religiones

### Judaísmo

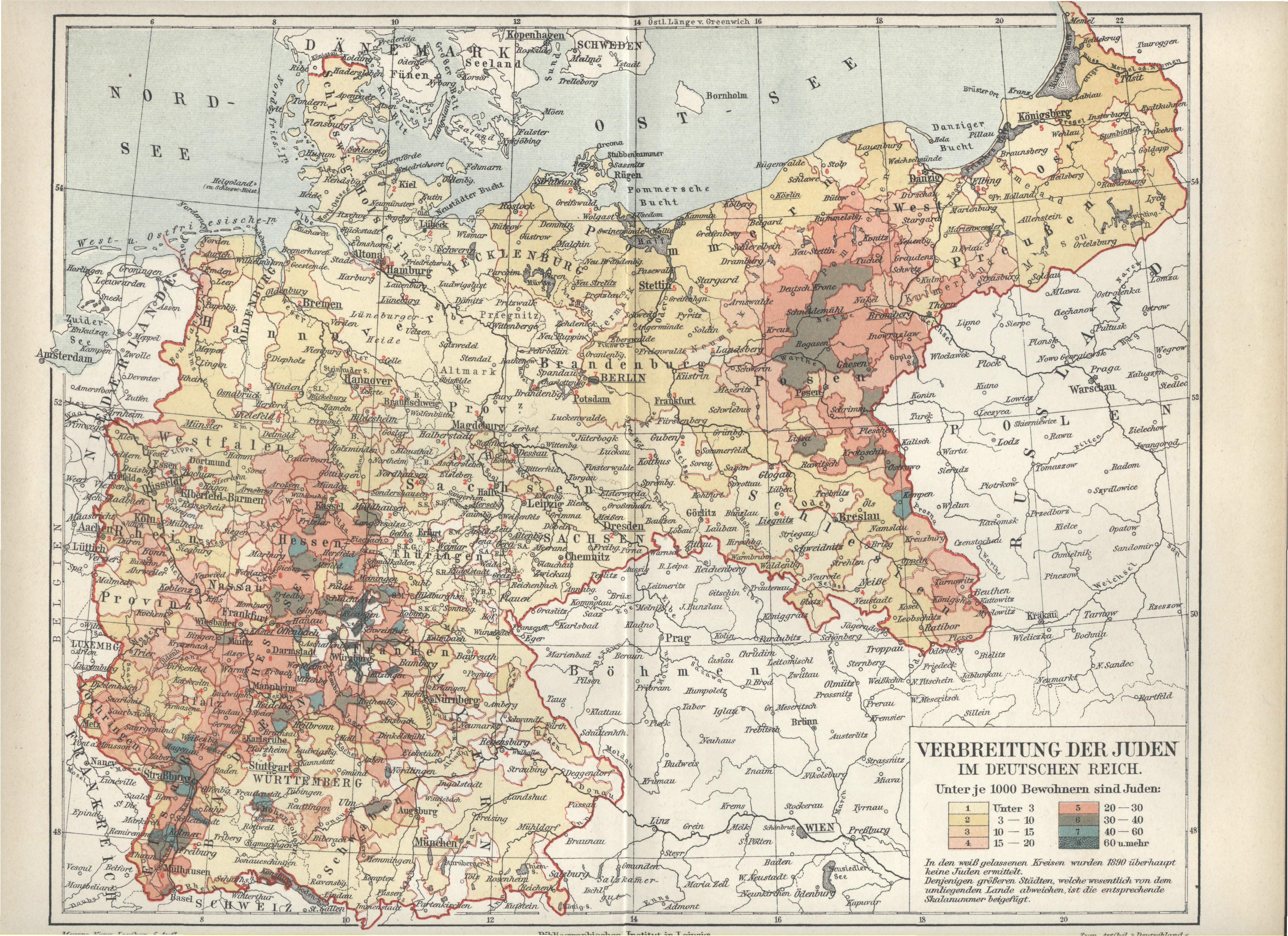
El judaísmo en la Alemania de 1871-1945.

En 1933, justo antes del periodo de la Alemania nazi, vivían en el país 525 000 judíos. Sin embargo la inmensa mayoría de ellos huyeron del país o fueron asesinados por el régimen nacionalsocialista.

Sin embargo, con el regreso de la democracia y la estabilidad económica del largo mandato de Konrad Adenauer, volvieron a formarse comunidades de esta religión, y hoy en día viven en Alemania unos 160 000 judíos, de los cuales un 70 % forma parte del Consejo Central de los Judíos en Alemania, la institución que regula las comunidades judías, de un modo parecido a la EKD evangélica. En los último años, Alemania ha llegado a contar con la tercera mayor comunidad de judíos en Europa.

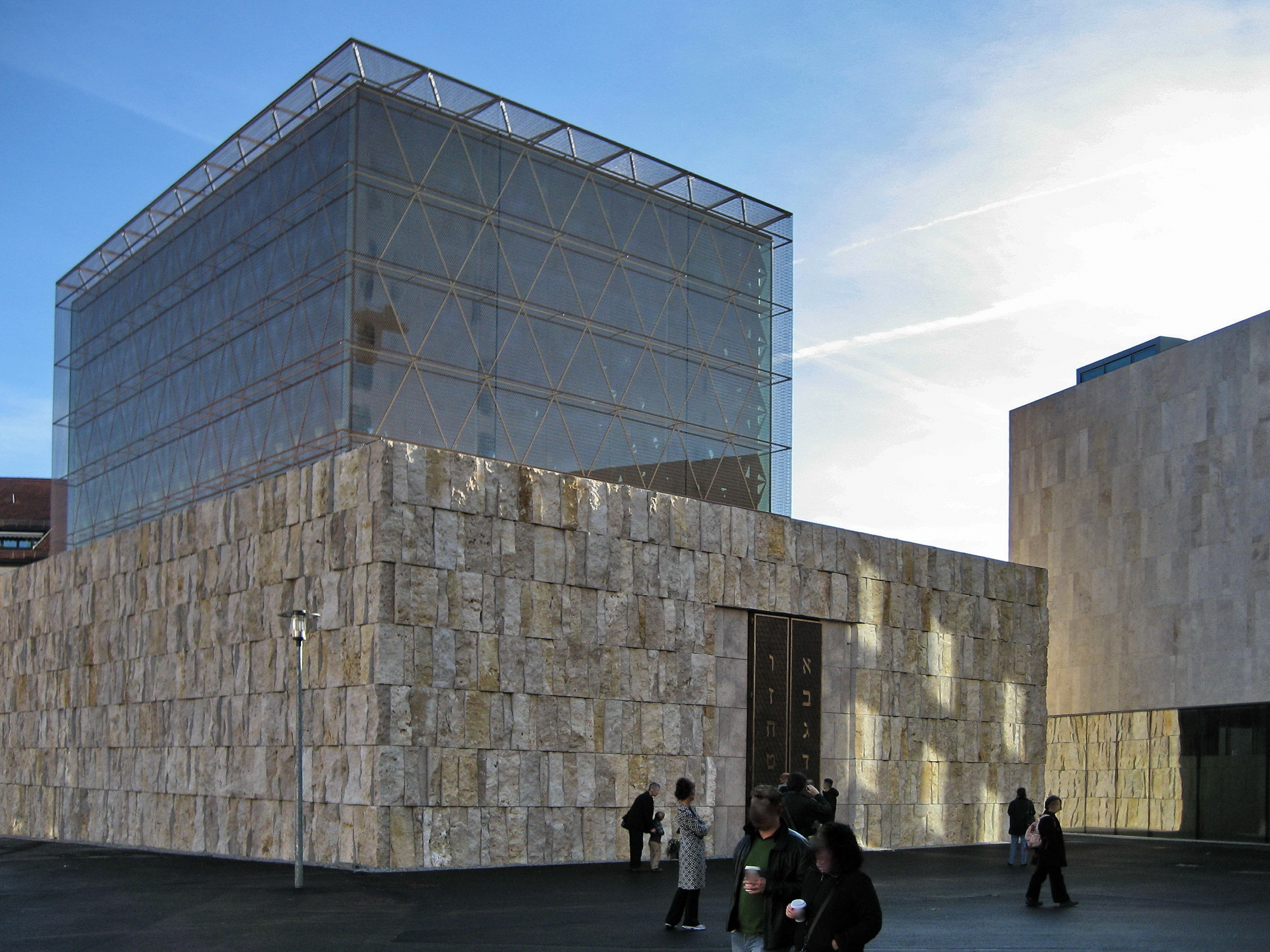
Sinagoga Ohel Jakob en Múnich.

Además, desde la caída de la Unión Soviética muchos judíos han vuelto a Alemania procedentes de Rusia y otros países de Europa del Este. Debido a ese aumento, se han incrementado los contactos entre el Consejo Central de los Judíos en Alemania y el gobierno de dicho país, hasta que ambos terminaron estableciendo en 2003 un convenio de cooperación permanente y sistemática. Desde entonces, el Consejo Central de los Judíos respalda al gobierno alemán en asuntos como inmigración, integración y trabajo social. También asesora a los recién llegados a Alemania si estos desean constituir comunidades judías, y transmiten los valores de la tolerancia y la lucha contra el racismo y el antisemitismo.
Por su parte, el gobierno alemán respalda a aquellas organizaciones que promueven el entendimiento entre las dos Iglesias mayoritarias cristianas y las comunidades judías. Este apoyo es especialmente notable en los casos del Consejo Alemán de Coordinación de las Sociedades de Cooperación Cristiano-Judía y el Consejo Internacional de Cristianos y Judíos.

### Islam

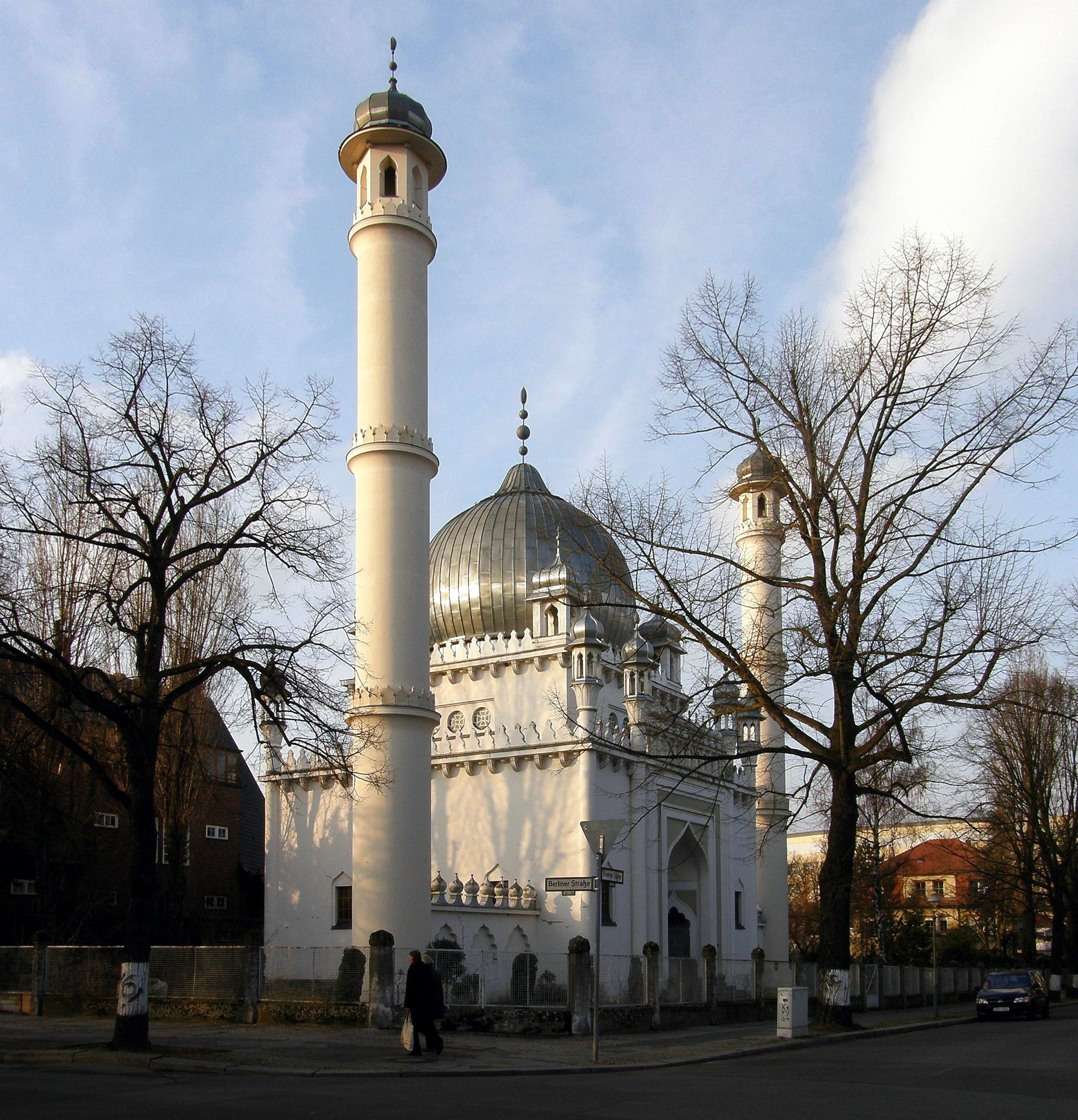
Wilmersdorfer Moschee en Berlín, la mezquita más antigua de Alemania.

En los últimos tiempos, han llegado a Alemania más de 7 millones de extranjeros, lo que le ha dado representación a muchas comunidades religiosas que anteriormente no existían. Una de las comunidades que mayor representatividad han obtenido es la musulmana.
El Islam cuenta con aproximadamente 3,3 millones de fieles en Alemania, casi todos en su totalidad extranjeros.[cita requerida] Sin embargo, a diferencia de judíos y cristianos, los musulmanes alemanes no disponen de una gran organización propia, sino de una infinidad de pequeñas organizaciones que disponen de mezquitas y velan por los intereses religiosos de sus miembros. Además, una gran parte de esos musulmanes (cerca de 2 millones) no están afiliados a ninguna organización, sino que van por libre.
Sin embargo, lo que si se ha ido incrementando en Alemania han sido las organizaciones de apoyo al diálogo interreligioso cristiano-musulmán. En este sentido, si existe una organización mayoritaria, favorecida por el gobierno federal alemán, el Consejo de Coordinación de las Agrupaciones del Diálogo Cristiano-Islámico en Alemania.

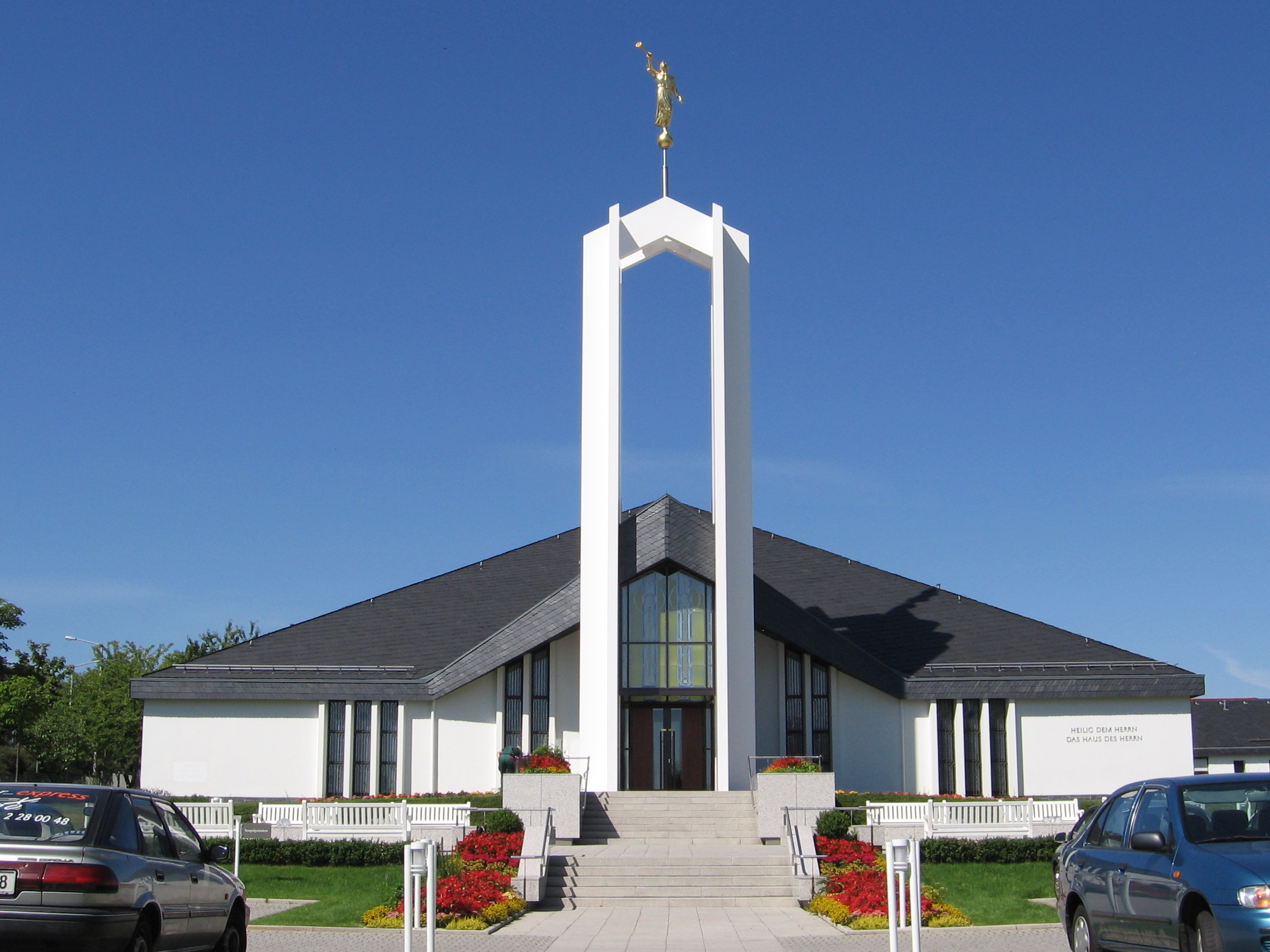
El templo de los mormones en Freiberg.

### Sectas y otras agrupaciones religiosas en Alemania
En Alemania existen, como en todo país, sectas y grupos religiosos de afiliaciones diversas no apoyadas por el Estado. Este contribuye activamente en advertir de los peligros que estas sectas suponen, y, junto con las dos grandes Iglesias, desarrolla actividades de concientización a nivel regional y estatal.
Entre las religiones/agrupaciones no reconocidas se encuentran:
- Cienciología
- Movimiento de los Santos de los Últimos Días: solo reconocido en Berlín y Hesse

## Irreligión
En Alemania, más de un tercio de la población no es religiosa, aunque existe una significativa diferencia entre los estados de la antigua RFA y los de la antigua RDA. En estos últimos, los ateos conforman buena parte de la población en especial en la antigua zona de la Alemania del este. Alemania del Este, que estaba bajo el régimen comunista, es con diferencia la región menos religiosa del mundo.

## Afiliación religiosa 2017-2021 en Alemania
| Religión         | 2021       | %    | 2020       | %    | 2019       | %    | 2018       | %    | 2017       | %    |
| ---------------- | ---------- | ---- | ---------- | ---- | ---------- | ---- | ---------- | ---- | ---------- | ---- |
| Irreligión       | 33.229.000 | 40   | 32.766.000 | 39   | 32.271.500 | 38,8 | 31.371.000 | 37,8 | 30489.000  | 37   |
| Catolicismo      | 21.646.000 | 26   | 22.193.000 | 26,7 | 22.600.300 | 27,1 | 23.002.000 | 27,7 | 23.311.000 | 28,2 |
| Protestantismo   | 19.725.000 | 23,7 | 20.236.000 | 24,3 | 20.713.200 | 24,9 | 21.141.000 | 25,5 | 21.536.000 | 26   |
| Otras religiones | 3.990.000  | 4,8  | 3.990.000  | 4,8  | 3.290.000  | 4    | 3.250.000  | 3,9  | 3.250.000  | 3,9  |
| Musulmanes       | 2.250.000  | 3    | 2.900.000  | 3,5  | 4.325.000  | 5,2  | 4.255.000  | 5,1  | 3.250.000  | 5    |

## Alemanes por religión
| Nombre | N.º Fieles | Porcentaje en la población | Año  | Fuente |
| --- | ---------- | -------------------------- | ---- | ------ |
| Catolicismo (Principalmente: Iglesia católica en Alemania)                                                           | 24.578.400 | 30.8 %                     | 2015 | REMID  |
| Protestantismo (Principalmente: Iglesia Evangélica en Alemania)                                                      | 24.099.600 | 30,2 %                     | 2015 | REMID  |
| Islam (Principalmente: Islam en Alemania)                                                                            | 3.990.000  | 5,00 %                     | 2005 | REMID  |
| Iglesia Ortodoxa de Grecia                                                                                           | 450.000    | 0,55 %                     | 2005 | REMID  |
| Iglesia Nueva Apostólica                                                                                             | 371.305    | 0,44 %                     | 2006 | REMID  |
| Iglesia Ortodoxa Rumana                                                                                              | 300.000    | 0,36 %                     | 2005 | REMID  |
| Iglesia Ortodoxa Serbia                                                                                              | 250.000    | 0,31 %                     | 2005 | REMID  |
| Budismo | 245.000    | 0,30 %                     | 2005 | REMID  |
| Judaísmo | 200.000    | 0,24 %                     | 2005 | REMID  |
| Iglesia Ortodoxa Rusa                                                                                                | 180.000    | 0,22 %                     | 2005 | REMID  |
| Testigos de Jehová                                                                                                   | 163.092    | 0,19 %                     | 2005 | REMID  |
| Hinduismo | 88.000     | 0,11 %                     | 2005 | REMID  |
| Iglesias bautistas                                                                                                   | 86.500     | 0,10 %                     | 2005 | REMID  |
| Iglesias bautistas independientes                                                                                    | 75.000     | 0,09 %                     | 2005 | REMID  |
| Metodismo | 64.000     | 0,08 %                     | 2004 | REMID  |
| Iglesia Ortodoxa Búlgara                                                                                             | 60.000     | 0,07 %                     | 2004 | REMID  |
| Iglesia Ortodoxa Siriana                                                                                             | 55.000     | 0,06 %                     | 2004 | REMID  |
| Hermanos de Plymouth                                                                                                 | 53.000     | 0,06 %                     | 2005 | REMID  |
| Humanismo | 40.000     | 0,05 %                     | 2005 | REMID  |
| Yazidismo | 40.000     |                            | 2005 | REMID  |
| Menonita | 40.000     |                            | 2005 | REMID  |
| Iglesias pentecostales                                                                                               | 39.000     |                            | 2005 | REMID  |
| Iglesia de Jesucristo de los Santos de los Últimos Días                                                              | 38.215     |                            | 2007 | REMID  |
| Iglesia Adventista del Séptimo Día                                                                                   | 37,100     |                            | 2016 | REMID  |
| Sociedad Misionera Internacional de los Adventistas del Séptimo Día Movimiento de Reforma                            | 200        |                            | 2018 | REMID  |
| Adventistas del Séptimo Día Movimiento de Reforma                                                                    | 120        |                            | 2018 | REMID  |
| Iglesia Evangélica Luterana Independiente                                                                            | 36.029     |                            | 2006 | REMID  |
| Iglesia apostólica de Armenia                                                                                        | 35.000     |                            | 2003 | REMID  |
| Federación de las Iglesias Evangélicas Independientes                                                                | 33.000     |                            | 2005 | REMID  |
| Religiones Africanas                                                                                                 | 30.000     |                            | 2005 | REMID  |
| Iglesia Católica Antigua                                                                                             | 26.000     |                            | 2005 | REMID  |
| Iglesia Ortodoxa Etíope                                                                                              | 15.000     |                            | 2005 | REMID  |
| Iglesia Ortodoxa de Antioquía                                                                                        | 13 000     |                            | 2005 | REMID  |
| Comunidad de Cristianos (en alemán, Christengemeinschaft)                                                            | 10 000     |                            | 2005 | REMID  |
| Iglesia evangélica reformada de Hannover                                                                             | 7.000      |                            | 2007 | REMID  |
| Iglesia danesa del Sur de Jutlandia                                                                                  | 6.600      |                            | 2007 | e.A.   |
| Iglesia evangélica apostólica                                                                                        | 6.300      |                            | 2006 | e.A.   |
| Hermandad de Moravia                                                                                                 | 6.200      |                            | 2005 | REMID  |
| Rosacruz | 5.500      |                            | 2005 | REMID  |
| Fe bahá'í | 5.000      |                            | 2005 | REMID  |
| Iglesia de la Cienciología                                                                                           | 5.000      |                            | 2005 | REMID  |
| Sikhismo | 5.000      |                            | 2005 | REMID  |
| Comunidad de Cristo Jesús (en alemán Gemeinschaft in Christo Jesu)                                                   | 4.500      |                            | 2003 | Schmid |
| Asociación de Parroquias Evangélicas de Mülheim (en alemán, Mülheimer Verband Freikirchlich-Evangelischer Gemeinden) | 3.500      |                            | 2006 | e. A.  |
| Johannische Kirche Iglesia de Juan                                                                                   | 3.500      |                            | 2003 | Schmid |
| Iglesia del Nazareno                                                                                                 | 2.500      |                            | 2005 | REMID  |
| Ciencia Cristiana | 2.000      |                            | 2005 | REMID  |
| Asatru (religión) | 1.000      |                            | 2007 | e. A.  |
| Iglesia Adventista del Séptimo Día Movimiento de Reforma                                                             | 800        |                            | 2005 | REMID  |
| Iglesia de Ansgar | 350        |                            | 2003 | Schmid |
| Iglesia internacional de Cristo                                                                                      | 300        |                            | 2003 | Schmid |
| Cuaquerismo | 250        |                            | 2005 | REMID  |
| Las 12 tribus | 50-100     |                            | 2005 | REMID  |
| Metropolitan Community Church                                                                                        | 50         |                            | 2005 | REMID  |
| Sin religión | 26.265.880 | 33,0%                      | 2011 | Censo  |